# Sifton (Manitoba)
Sifton es un municipio rural canadiense situado en la provincia de Manitoba.

## Superficie
Sifton tiene una superficie de 839,5 km².

## Demografía
En 2021, tenía 1239 habitantes, una densidad poblacional de 1,5 hab./km², y 771 viviendas.